# Museo Nacional de Arqueología de Bolivia

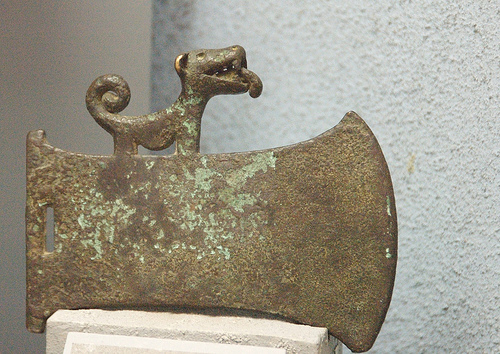
Axtkopf mit Tierdekoration

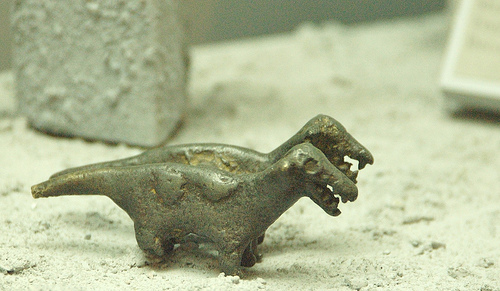
Präkolumbischer Gegenstand aus Gold in Form eines Tieres

Museo Nacional de Arqueología de Bolivia ist ein bolivianisches Museum in La Paz.
Das Museum widmet sich der präkolumbischen Geschichte Boliviens, also der Zeit vor der Kolonisierung Südamerikas durch Europäer. Verwaltet wird das Museum vom bolivianischen Nationalinstitut für Archäologie, das zum bolivianischen Kulturministerium gehört. Im Museum werden Gegenstände wie Keramiken, bemalte Objekte aus Stein, Metallgegenstände und geschnitzte Skulpturen gezeigt.
Das Museumsgebäude wurde nach einem Erlass des damaligen bolivianischen Präsidenten Bautista Saavedra vom 22. Mai 1922 errichtet. Bis 1959 enthielt das Museum verschiedene Forschungsgebiete und wurde erst am 31. Januar 1960 durch Entscheidung von Carlos Ponce Sanginés als ausschließliches Nationales Museum für Archäologie in Bolivien gestaltet.
Das Bernische Historische Museum war seit 1929 im Besitz der Ekeko-Steinfigur. Der Schweizer Naturforscher Johann Jakob von Tschudi eignete sich die Figur im Jahr 1858 in Bolivien unrechtmäßig an. Im November 2014 gab das Museum nach längeren Restitutionsverhandlungen die Statue dem bolivianischen Nationalen Museum für Archäologie zurück.